# Pohorje
Pohorje (alemán, Bachergebirge) es una cordillera en Eslovenia septentrional, cerca de las ciudades de Dravograd y Maribor. Hecha de roca metamórfica, es geológicamente parte de los Alpes orientales centrales, aunque debido a su ubicación al sur del río Drava normalmente se le considera una sierra de los Alpes calizos meridionales.

## Picos
Los picos más importantes son:
- Črni vrh (1543 m)
- Velika Kopa (1543 m)
- Rogla (1517 m)
- Veliki vrh (1347 m)